# حياة ذات معنى
تُعد الحياة ذات المعنى في علم النفس الإيجابي عبارة عن بنية لها علاقة بغاية الحياة وأهميتها وتحقيقها والرضا عنها. في حين تختلف النظريات المحددة، هناك جانبان شائعان: مخطط عالمي لفهم حياة المرء والاعتقاد بأن الحياة نفسها ذات مغزى.
يمكن تعريف المعنى (المغزى) على أنه الرابط الذي يربط بين كيانين يفترض أنهما مستقلين معا، حيث تربط الحياة ذات المعنى الواقع البيولوجي للحياة بتفسير أو معنى رمزي. وجد أن الأشخاص الذين يملكون حسّاً بالمعنى أكثر سعادة من غيرهم، ولديهم مستويات أقل من المشاعر السلبية وأنهم أقل خطرًا للإصابة بالأمراض العقلية.

## المذاهب النظرية الكبرى
يؤكد العلاج بالمعنى على إيجاد القيم والغرض في حياة الفرد وبناء العلاقات مع الآخرين من أجل الوصول إلى تحقيق مغزى منها. يمكن أيضًا تصنيف «القيمة» إلى ثلاثة مجالات رئيسية: الإبداعية والتجريبية والمتعلقة بالمواقف. يمكن للفرد الوصول إلى القيم الإبداعية من خلال ابتكار أو إنتاج شيءٍ ما. تتحقق القيم التجريبية عندما يواجه الشخص شيئًا ما من خلال البصر أو اللمس أو الشم أو السمع.
أخيراً، تُخصص القيم المتعلقة بالمواقف للأفراد الذين لا يستطيعون لسببٍ أو لآخر الحصول على تجارب جديدة أو خلق أشياء جديدة، فهكذا سوف يجدون معنى من خلال تبني موقف جديد يسمح لهم المعاناة بكرامة. بالنسبة لجميع هذه القيم، فإن إحساس المرء بالمسؤولية هو أن المرء يتبع هذه القيم ويختبر بالتالي حياة ذات معنى. تُحَقق هذه القيم عن طريق معرفة الفرد أنه الوحيد القادر على إعطاء الحياة قيمة مما يجعلها ذات معنى.
نظرية إدارة الخوف تدرس المعنى وعلاقته بالثقافة. إن وعي الإنسان يجعله يصبّ الكثير من الاهتمام على فنائه. من أجل التعامل مع الموت المحتوم، يحاول البشر ترك بصماتهم حيث تختلف وسيلتهم من أجل تخليد هذه البصمة داخل المجتمع. يوفّر الهيكل الذي بُني من خلال المجتمع والثقافة للإنسان شعوراً بالنظام. نحن قادرون عن طريق المجتمع المنظم على تحقيق الخلود الرمزي الذي يمكن أن يتخذ أشكالا مختلفة مثل الآثار والإنتاج المسرحي والأطفال والعديد من الأشكال الأخرى. إن مسار الثقافة يقلل من قلق الموت لأنه يسمح للفرد بالالتزام بالمعايير المجتمعية والارتقاء لمثل هذه القيم ويعطى الأشخاص احترام الذات الذي يوازن القلق البشري.
تعمل نظرية الأمل على تحقيق المعنى باعتباره أكثر علاقة بالتحكم الذاتي الذي يؤدي إلى تقدير أعلى للذات. بما أن المرء يعيش بمستويات معيشة مجتمعية، فإنه سيجرب حتمًا التحكم بذاته، ومن خلال هذا التحكم الذاتي تتحقق درجة أعلى من احترام الذات. يوجد المعنى عندما يدرك المرء أنه قادرعلى تحقيق أهدافه بشكلٍ فعّال من خلال الإدارة الناجحة. السيطرة هي «نموذج إدراكي يسعى الناس من خلاله إلى فهم الأشياء الطارئة في حياتهم لتحقيق النتائج المرجوّة وتجنب النتائج غير المرغوب فيها». من هذا الشعور بالسيطرة، يتحقق المعنى عندما يشعر المرء بأنه قادر على العيش بفعالية والسعي الناجح وراء أهدافه.
يقترح علم النفس الروائي أن الناس يتعاملون مع قصص الحياة كطريقة لفهم الأحداث ويفرضون معنى عليها، وبالتالي يربطون الفرد بالحدث. المغزى هو تقييم ذاتي لمدى اتصال هذه القصص بالشخص. علاوةً على ذلك، يُحقق المعنى من خلال الأداء الإيجابي ورضا الحياة والتمتع بالعمل والسعادة والتأثير الإيجابي والأمل. يمكن أيضًا أن يتجلّى المغزى كصحة بدنية ورفاهية عامة. يفترض بوميستر أن المعنى ينقسم إلى أربعة احتياجات: الإحساس بالهدف والفعالية والقيمة والشعور بالإيجابية الذاتية.

## النتائج التجريبية الكبرى
ينتج الاستبعاد الاجتماعي من فقدان المغزى في الحياة. علاوةً على ذلك، تم التوصل إلى أن الاحتياجات الأربعة للمعنى (الإحساس بالهدف، الفعالية، القيمة، الشعور بالقيمة الإيجابية الذاتية) هي في وسط الإدراك لمغزى الحياة. عندما يفكر الفرد في استبعاده اجتماعيا يقل إحساسه بالهدف والفعالية وقيمة ذاته بشكل غير مباشر.
وجدت المراجعات المنهجية الحديثة التي تتناول المعنى في الحياة أن المعنى الأكبر في الحياة يرتبط بشكلٍ عام بصحة جسدية أفضل، وتوتر أقل بين مرضى السرطان، ورفاهية ذاتية أعلى في الصين. أما في مراجعة منهجية أخرى، ارتبط نوع معين من المعنى بانخفاض معدل الوفيات والأحداث القلبية الوعائية. ووجد تحليل آخر أن الهدف في الحياة كان في المتوسط أقل بنسبةٍ صغيرة في المجموعات العمرية الأكبر سنًا مقارنة بالمجموعات الأصغر سنًا.
وجدت دراسة وجود ارتباطٍ بين اكتشاف المعنى ومعدل أقل من الوفيات المرتبطة بالإيدز. كانت هذه الدراسة الأولى التي لا يبدو فيها أن النتائج تتوسط فيها السلوكيات الصحية أو غيرها من الارتباكات المحتملة. نظرت الدراسة إلى رجال مصابين بفيروس نقص المناعة البشرية الذين شهدوا في الآونة الأخيرة وفاة صديق مقرّب بسبب فيروس الإيدز. عندما يواجه هؤلاء الأشخاص الضغط الناتج عن الموت بهذه الطريقة، فإنهم وإن كان لديهم قدرة على إيجاد معنى في الخسارة فسيصبحون عرضة لانخفاضات أقل سرعة في مستويات الخلايا التائية CD4. علاوةً على ذلك، فإن الأشخاص الذين مروا بالمعالجة المعرفية كاستجابة للفجيعة كانوا أكثر قابلية لإيجاد معنى في وفاة صديق مقرّب، وبالتالي سيكونون أكثر قابلية على مواجهة مشاكل الحياة. في حال كان المرء قادراً على الانخراط بنجاح في إيجاد المعنى فإن هناك صلة محتملة بالفوائد المناعية الإيجابية والنتائج الصحية.

## العلاقة بالسعادة
الحياة السعيدة والحياة ذات المغزى ترتبطان ارتباطًا وثيقًا ببعضهما البعض. يمكن تمييز السعادة على أنها تتعلق أكثر بالاحتياجات والرغبات البيولوجية مثل عدم وجود ألم أو تجارب غير جيدة بينما يُعد المغزى أكثر حضارة وتجريد. وفقًا لأحد الأبحاث، إن عيش حياة ذات معنى هو واحد من عدة مسارات دائمة إلى السعادة.
وجدت دراسة أخرى أن الصعوبة، الصحة، القوة الشرائية والتركيز على الحاضر تقابل السعادة أكثر من المعنى، بينما أن تفكر في الماضي أو المستقبل أو الكفاح أو التوتر أو القلق أو الحجة أو سرد الأنشطة اليومية مثل تربية الأطفال كعكس للذات تتوافق أكثر مع إيجاد حياة ذات معنى. وحسب الدراسة، فإن الشعور بمزيد من الترابط مع الآخرين قد أدى إلى تحسين كل من السعادة والمعنى. ومع ذلك، فإن الدور الذي يتبناه الشخص في العلاقات يشكل فرقًا مهمًا. أولئك الذين اتفقوا أن يكونوا مانحين هم أقل سعادة من أولئك الذين كانوا أكثر ميلاً لأن يكونوأ آخذين أو مستقبلين. ومع ذلك، أبلغ المانحون عن مستويات أعلى من المعنى في حياتهم مقارنة بالآخذين.

## تطبيقات
ترتبط الحياة الهادفة بالأداء الإيجابي: الرضا عن الحياة والتمتع بالعمل والسعادة والتأثير الإيجابي العام والأمل وبشكلٍ عام على مستوى أعلى من الرفاهية.
وقد رُبط التكيف النفسي في حالة وجود ضغوط مع المعاني من أجل معرفة ما إذا كان على شكل البحث عن فائدة أو عن طريق جعل الفقدان ذو معنى. من حيث كيفية إظهار المعنى، يبدو أن فهم الخسارة في وقتٍ مبكر أكثر أهمية من عملية التكيّف بعد الخسارة، في حين أن إدراك المنفعة قد يكون عملية طويلة الأمد تحدث بمرور الوقت مع أكبر فائدة عادةً ما تحدث في وقتٍ لاحق.
استنادا إلى المراجع المنهجية، هناك العديد من العلاجات التي تركّز على زيادة المعنى أو الغرض في الحياة.

## الخلاصة
في حين أن هناك فوائد لجعل معنى للحياة، إلا أنه لا يوجد حتى الآن طريقة محددة يمكن للمرء أن يثبت بها هذا المعنى. يتمتع أولئك الذين كانوا ناجحين في خلق حياة ذات مغزى بمزايا مثل مستويات أعلى من التأثير الإيجابي ورضا الحياة وما إلى ذلك.
عند مواجهة مشاكل الحياة المجهدة، يظهر إيجاد المعنى للمساعدة في التكيف. يرتبط المغزى في الحياة بشكلٍ جوهري بهدف علم النفس الإيجابي لتوسيع الحياة الجيدة للشخص العادي غير المضطرب. من خلال حياة ذات معنى، يستطيع المرء أن يخلق روابط مع الناس والأماكن والأشياء ويترك بصمته على المجتمع مما يجعل الحياة الجيدة ذات معنى.